# Conor Morgan
Conor Morgan (Victoria, Colúmbia Britànica, Canadà, 3 d'agost de 1994) és un jugador de bàsquet canadenc amb passaport irlandès. Amb els seus 2,06 metres, la seva posició a la pista és la d'aler pivot.

## Carrera esportiva
Va jugar a l'NCAA amb l'equip de la Universitat de British Columbia entre els anys 2013 i 2017. Després de no ser seleccionat en el Draft de l'NBA del 2017 es va convertir en agent lliure sense restriccions, i va fitxar pels Zerofees Southland Sharks de la lliga neozelandesa. A Nova Zelanda va fer de mitjana 16 punts, 6 rebots i 3 assistències per partit. En la temporada 2018-19 va fitxar pel Club Joventut Badalona de la lliga ACB.
Amb la selecció canadenca va ser medalla de bronze al Campionat FIBA Amèriques Sub-18 celebrat l'any 2012 a São Sebastião do Paraíso, Brasil.

## Estadístiques

### Lliga nacional de Nova Zelanda
| Any       | Equip                     | PJ | 5i | Min  | %2P  | %3P | %TL  | Reb | Ass | Rec | Tap | Punts | Val  |
| --------- | ------------------------- | -- | -- | ---- | ---- | --- | ---- | --- | --- | --- | --- | ----- | ---- |
| 2017-18   | Zerofees Southland Sharks | 18 | 18 | 27,3 | 48,1 | 34  | 63,6 | 6,6 | 3   | 0,8 | 0,6 | 15,6  | 16,4 |
| Total NBL | Total NBL                 | 18 | 18 | 27,3 | 48,1 | 34  | 63,6 | 6,6 | 3   | 0,8 | 0,6 | 15,6  | 16,4 |

### Lliga ACB
| Any     | Equip    | PJ | 5i | Min  | %2P | %3P | %TL | Reb | Ass | Rec | Tap | Punts | Val |
| ------- | -------- | -- | -- | ---- | --- | --- | --- | --- | --- | --- | --- | ----- | --- |
| 2018-19 | Joventut | 34 | 7  | 16,6 | 46  | 37  | 76  | 2,8 | 0,4 | 0,4 | 0,3 | 6,6   | 5   |

### Play-off ACB
| Any     | Equip    | PJ | 5i | Min | %2P | %3P | %TL | Reb | Ass | Rec | Tap | Punts | Val |
| ------- | -------- | -- | -- | --- | --- | --- | --- | --- | --- | --- | --- | ----- | --- |
| 2018-19 | Joventut | 2  | 0  | 18  | 38  | 22  | 100 | 4,5 | 2   | 0,5 | 0   | 7     | 5,5 |